# Victor Sawdon Pritchett
V.S. Pritchett, właśc. sir Victor Sawdon Pritchett (ur. 16 grudnia 1900 w Ipswich, zm. 20 marca 1997 w Londynie) – angielski pisarz oraz krytyk literacki.

## Życiorys
Urodził się w mało zamożnej rodzinie z klasy średniej. Jego ojciec był biznesmenem, jednakże nie odnosił sukcesów. Z powodu częstych przeprowadzek oraz problemów w domu Pritchett był zmuszony zakończyć swoją edukację w wieku 15 lat. Pracował w hurtowni skór. W wieku 20 lat przeprowadził się do Paryża, gdzie podejmował się różnych prac. W wieku 23 lat poślubił Evelyn Vigors, jednakże małżeństwo nie było udane i zakończyło się rozwodem na początku lat 30. Później ożenił się z Dorothy Roberts, z którą był związany do końca życia.
Początkowo pisał dla Christian Science Monitor, gdzie publikował swoje eseje, a później został korespondentem zagranicznym gazety. Jako korespondent przebywał w Irlandii oraz Hiszpanii, a pod koniec współpracy z gazetą przebywał również w Stanach Zjednoczonych.
Po zakończeniu współpracy z Christian Science Monitor przeprowadził się do Londynu, gdzie w latach 1926–1965 publikował w czasopiśmie New Statesman. Po wojnie publikował także w The New Yorker. Wykładał na uniwersytetach w Wielkiej Brytanii oraz Stanach Zjednoczonych.  W 1968 r. został odznaczony Orderem Imperium Brytyjskiego w klasie Komandor (CBE), w 1975 r. Odznaką Rycerza Kawalera, a w 1993 r. Orderem Towarzyszy Honoru.
W latach 1974–1976 był prezesem PEN Clubu.

## Twórczość
Znany ze swoich esejów oraz opowiadań. Jego opowiadania zostały opublikowane w kilku tomach, m.in.  You Make Your Own Life (1938), Collected Stories (1956), When My Girl Comes Home (1961), The Camberwell Beauty (1974) oraz A Careless Widow (1989). W 1990 r. opublikowano zbiór ponad 40 opowiadań Pritchetta – The Complete Short Stories. Jego eseje zostały zebrane m.in. w The Myth Makers (1979) oraz A Man of Letters (1985). Był autorem książek podróżniczych (Marching Spain (1928) czy At Home and Abroad (1989)) oraz dwóch pamiętników ( A Cab at the Door (1968) oraz Midnight Oil (1971)). Napisał kilka powieści, za nasłynniejszą uważa się Mr. Beluncle (1951). Napisał również biografie Balzaca, Turgieniewa oraz Czechowa.
Odnosił sukcesy jako krytyk literacki. Jego recenzje książek oraz eseje pojawiały się regularnie w New Statesman oraz w The Nation.